# Walter Schirra
Walter Marty „Wally“ Schirra Jr. (* 12. März 1923 in Hackensack, New Jersey; † 3. Mai 2007 in La Jolla, Kalifornien) war ein US-amerikanischer Astronaut. Er war der einzige Astronaut, der an jedem der ersten drei Raumfahrtprogramme der USA – Mercury, Gemini und Apollo – mit einem Raumflug beteiligt war.

## Frühe Jahre
Schirra war ein Nachkomme von Einwanderern aus Loco TI im Schweizer Kanton Tessin (Onsernonetal).
Er studierte von 1940 bis 1942 Luftfahrttechnik am Newark College of Engineering  und ging dann an die United States Naval Academy, wo er im Juni 1945 seinen Bachelor erhielt. In den letzten Wochen des Zweiten Weltkriegs diente er an Bord der Alaska, doch der Krieg war zu Ende, ehe das Schiff die Kampfgebiete erreichte.
Ab 1948 war er Kampfflieger der US-Marine und flog auch Einsätze im Koreakrieg. Von 1952 bis 1954 war er Testpilot in China Lake, Kalifornien, wo er auch an der Entwicklung von Luft-Luft-Raketen mitwirkte. Weitere Stationen seiner Karriere waren der Flugzeugträger Lexington und Ausbildungen in Kalifornien und Maryland.

## Mercury
Walter Schirra war einer der 110 Testpiloten, die in die engere Auswahl für die erste Astronautengruppe des Mercury-Programms kamen. Am 9. April 1959 wurde er dann von der NASA als einer der sieben ersten amerikanischen Astronauten der Öffentlichkeit vorgestellt. Als Spezialgebiet übernahm er die Lebenserhaltungssysteme an Bord des Mercury-Raumschiffs und den Raumanzug. Für den zweiten Flug eines Mercury-Raumschiffs in der Erdumlaufbahn, Mercury-Atlas 7, war Schirra als Ersatzpilot eingeteilt. Als dem ursprünglich nominierten Pilot Deke Slayton die Flugfähigkeit abgesprochen wurde, kam jedoch nicht Schirra, sondern Scott Carpenter zum Zug.
Seinen ersten Weltraumeinsatz hatte Schirra dann mit Mercury-Atlas 8, als er am 3. Oktober 1962 das Raumschiff Sigma 7 sechsmal um die Erde steuerte. Dieser Flug ging als „Raumflug aus dem Lehrbuch“ in die Geschichte der NASA ein. Schirra war somit der neunte Mensch im Weltraum, davon der fünfte Amerikaner.

## Gemini
Ab Januar 1963 übernahm Schirra bei der NASA neue Aufgaben in der Koordination von Gemini- und Apollo-Aktivitäten.
Ab April 1964 bereitete er sich für den ersten amerikanischen Zwei-Mann-Flug Gemini 3 vor, für den er als Ersatz-Kommandant eingeteilt wurde. Nachdem dieser Flug am 23. März 1965 erfolgreich von Virgil Grissom und John Young durchgeführt wurde, erhielt er das Kommando für den nächsten verfügbaren Flug: Gemini 6.
Dieser Flug hätte die erste Kopplung zweier Raumflugzeuge in der Erdumlaufbahn werden sollen, der Einsatzplan musste aber nach einem Fehlstart des Zielsatelliten geändert werden und sah stattdessen ein Rendezvous mit Gemini 7 vor.
Walter Schirra bewies eiserne Nerven, als er während eines misslungenen Startversuchs von Gemini 6 die Schleudersitze nicht auslöste, obwohl ihm die Anzeigen signalisierten, dass die Rakete bereits abgehoben hatte und somit ein Zurückstürzen auf die Startrampe drohte – mit verheerenden Folgen. Schirra verließ sich jedoch nicht auf die Instrumente, sondern darauf, dass er keinerlei Anzeichen einer Beschleunigung verspürt hatte. Diese Einschätzung erwies sich als richtig: Tatsächlich hatte die Rakete noch nicht abgehoben.
Der dritte Versuch beförderte Gemini 6 mit ihm und Tom Stafford am 15. Dezember 1965 in die Erdumlaufbahn, wo sie, zum ersten Mal in der Geschichte der Raumfahrt, gesteuerte Annäherungsmanöver zweier Raumschiffe durchführten.

## Apollo

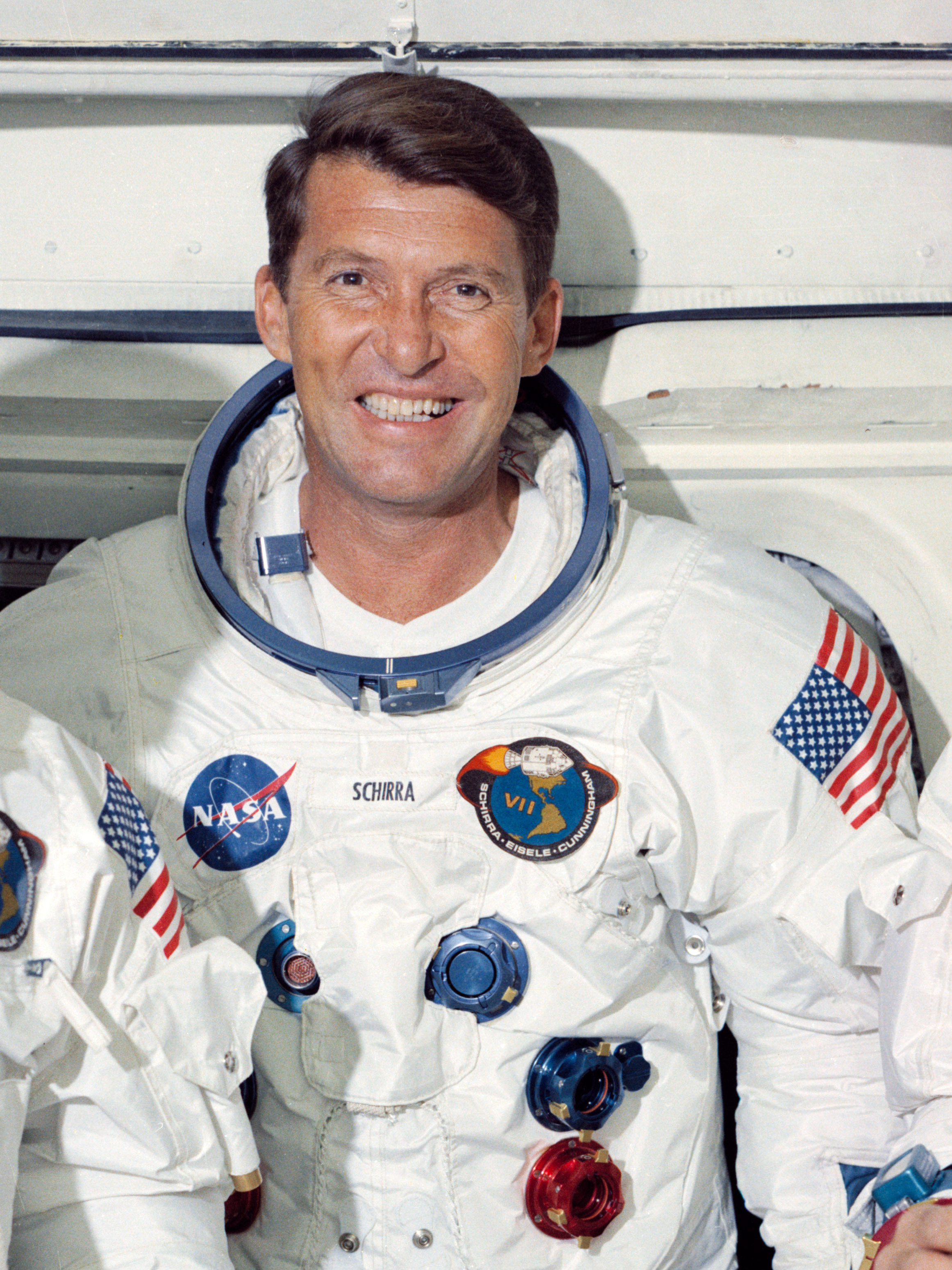
Walter M. Schirra Jr. (1968)

Nach der erfolgreichen Mission von Gemini 6 wechselte Schirra zum Apollo-Programm, wo er am 29. September 1966 als Kommandant des zweiten bemannten Flugs nominiert wurde. Er bekam Donn Eisele und Walter Cunningham zugeteilt. Im November 1966 wurde dieser Flug abgesagt, und die drei Astronauten wurden die Ersatzmannschaft für den ersten bemannten Apollo-Flug, Apollo 1. Bei einem Test am 27. Januar 1967 kamen jedoch alle drei Mitglieder der Hauptmannschaft ums Leben, und alle Mannschaftseinteilungen waren vorerst hinfällig. Am 9. Mai 1967 wurden dann Schirra, Eisele und Cunningham als Mannschaft für den ersten bemannten Apollo-Flug bekannt gegeben. Diese Mission trug nun die Bezeichnung Apollo 7.
Apollo 7 startete am 11. Oktober 1968 und blieb elf Tage in der Erdumlaufbahn. Aus technischer Sicht lief dieser Flug hervorragend, es wurde ein Rendezvous mit der oberen Stufe der Saturn 1B-Rakete durchgeführt, und die ersten Fernsehbilder aus einem amerikanischen Raumschiff wurden zur Erde gesendet. Die Astronauten litten jedoch unter Schnupfen, und es herrschte eine ziemlich gereizte Stimmung zwischen der Flugleitzentrale und dem Raumschiff. Die Situation eskalierte, als die Crew sich für den Wiedereintritt in die Erdatmosphäre weigern wollte, die Helme zu tragen, was die Flugleitzentrale aus Sicherheitsgründen strikt ablehnte. Das Tragen des Helmes während des Wiedereintritts hätte verhindert, dass die Crew einen manuellen Druckausgleich der Gehörgänge durch Zuhalten der Nase bei gleichzeitigem Ausatmen hätte durchführen können. Die Astronauten befürchteten allerdings, dass sie infolgedessen unter großen Schmerzen bis zum Reißen des Trommelfelles hätten leiden müssen, so dass Schirra als Kommandant des Fluges die Anweisung der Flugleitzentrale ignorierte und die Crew den Wiedereintritt in die Erdatmosphäre ohne Helme durchführte. Diese Spannungen führten dazu, dass Schirra und seine Mannschaftskollegen bei keinen weiteren Raumflügen mehr zum Einsatz kamen. Schirra hatte allerdings bereits vor dem Flug sein Ausscheiden angekündigt.

## Nach der NASA-Zeit
Schirra hatte bereits angekündigt, dass Apollo 7 sein letzter Raumflug sein würde und verließ die NASA am 1. Juli 1969. Er arbeitete als Vorstand und Geschäftsführer in mehreren Firmen, bis er 1979 sein eigenes Unternehmen Schirra Enterprises gründete. Außerdem war er im Aufsichtsrat mehrerer Firmen tätig und machte Fernsehwerbung für Actifed, das Medikament, das er während des Apollo-7-Flugs nahm. Walter Schirra war verheiratet und hatte zwei Kinder.
Schirra starb im Alter von 84 Jahren an den Folgen einer Krebserkrankung im Scripps Green Hospital in La Jolla (Kalifornien). Seine Witwe starb im April 2015.
Am 13. Oktober 2000 wurde der Asteroid (8722) Schirra nach ihm benannt.
Ebenfalls nach ihm benannt wurde ein Versorgungs- und Munitionstransporter der Lewis-and-Clark-Klasse, die 2009 vom Stapel gelaufene USNS Wally Schirra (T-AKE-8).

## Besonderheiten und Rekorde
- erster Mensch mit drei Raumflügen (u. a. Apollo 7)
- erster Mensch, der drei Raumschiffe gesteuert hat (Mercury-Programm, Gemini-Programm und Apollo-Programm)
- erster Mensch, der dreimal Kommandant einer Mission war
- Jungfernflieger des Apollo-Programms
- erster Mensch, der ein Musikinstrument im Weltraum gespielt hat (Jingle Bells auf einer Mundharmonika, 1965)
- erste Fernseh-live-Übertragung aus dem Weltall

## Trivia
Schirra war unter seinen Kollegen im Astronautencorps dafür bekannt, dass er ihnen gerne lustige Streiche spielte. Der Astronaut Eugene Cernan bezeichnete ihn daher in seiner Autobiographie „The Last Man on the Moon“ als „the ultimate prankster“ („den ultimativen Witzbold“).